# SPAD S.XII
Die SPAD S.XII (auch SPAD 12) war ein einsitziges Doppeldecker-Jagdflugzeug des französischen Herstellers Société de Production des Aéroplanes Deperdussin.

## Allgemeines
Im Jahre 1917 wurden von SPAD zwei Maschinen des erfolgreichen Typs S.VII mit vom Serientyp abweichender Motorisierung ausgestattet. In die eine Maschine wurde ein Renault 12D, in die andere ein Hispano-Suiza 8Bc mit einer Leistung von 149 kW (200 PS) eingebaut. Außerdem rüstete man die zweite Maschine mit einer 37-mm-Kanone aus, zusätzlich zur Standardbewaffnung, dem Vickers-MG.
Diese Maschine, die am 5. Juli 1917 ihren Erstflug hatte, wurde zum Prototyp einer neuen Serie von Flugzeugen, die von SPAD die Typenbezeichnung S.XII erhielt und etwa 300 mal produziert wurde.
Einige Maschinen erhielten eine noch stärkere Motorisierung, einen Hispano-Suiza 8Bec mit 164 kW (220 PS) Leistung. Für die britischen Marineluftstreitkräfte (RNAS=Royal Naval Air Service) wurde eine kleine Anzahl dieser Maschinen mit Schwimmern statt des Radfahrwerkes ausgestattet.

## Aufbau
Bei der S.VII handelte es sich um einen zweistieligen Doppeldecker. Rumpf und Tragflächen waren stoffbespannte Holzkonstruktionen mit Aluminiumblechen im vorderen Rumpfbereich. Die obere und untere Tragfläche waren gleich lang und ohne Staffelung ausgeführt.
Die Maschine verfügte über ein zweirädriges Fahrwerk sowie einen Hecksporn.

## Varianten/Weiterentwicklungen
Die S.XII wurden nach dem Ersten Weltkrieg von ihren Bewaffnungen befreit und dienten so noch einige Jahre lang als zivile Schulflugzeuge.
SPAD verwendete die S.XIII als Basis für die Schulflugzeugtypen SPAD 62 und SPAD 72.